# Арена Чівіка
«Арена Чівіка» (італ. Arena Civica), або Арена Джані Брера (італ. Arena Gianni Brera) — багатоцільовий стадіон у Мілані, Італія, домашня арена регбійного клубу «Аматори». Колишній стадіон футбольного клубу «Інтер».
Стадіон відкритий у 1807 році. Є одним з головних прикладів неокласичної архітектури міста.

## Історія
Арена Чівіка відкрилася 18 серпня 1807 року. Згодом стадіон використовувався для футбольних матчів, головним чином командою «Інтер». Спочатку клуб проводив на стадіоні лише окремі важливі матчі, а з 1930 року на постійній основі. У 1933 році стадіон приймав фінальний матч кубка Мітропи між «Аміброзіаною-Інтер» і «Аустрією» — 2:1. Востаннє «Інтер» грав на стадіоні 10 грудня 1958 року у кубку Ярмарків проти «Ліону».
15 жовтня 1910 стадіон приймав міжнародний товариський матч збірних Італії і Франції, що завершився перемогою італійців 6:2. Загалом з 1910 по 1935 рік на ньому футбольна збірна Італії зіграла 6 міжнародних матчів. Також у 1938 році на стадіоні був зіграний матч відбору до чемпіонату світу 1938 року Португалія — Швейцарія — 1:2.
За свою історію використовувався для багатьох подій, включаючи реконструкцію морських боїв. На Арені багато артистів, серед яких Чикаго, Джо Кокер, Стюарт Копланд, The Cure, Little Feat, Бен Харпер, Ленні Кравіц, Лу Рід, The Manhattan Transfer, Роберт Плант, Public Image Limited, Radiohead, Патті Сміт, Рінго Старр, Род Стюарт, Стінг і Енді Саммерс. Арена також є місцем проведення Міланського джаз-фестивалю.
У 2003 році він був перейменований в «Арена Джанні Брера» на честь спортсмена і журналіста Джанні Брера. З 2010 року на стадіоні свої матчі проводить регбіний клуб «Аматори», 18-разовий чемпіон Італії з регбі.